# ChibiOS/RT
ChibiOS/RT — компактная многозадачная операционная система реального времени (ОСРВ) для встроенных систем. Распространяется под модифицированной лицензией GPLv3. ChibiOS/RT предназначена для встраиваемых систем реального времени и где важное требование для выполняемых приложений — это эффективность и компактный код. Данная ОСРВ характеризуется высокой мобильностью, маленьким объёмом и, в основном, по своей архитектуре оптимизирована для чрезвычайно эффективного переключения между задачами.

## Основные характеристики
- Эффективность и портативность — вот преимущества ядра.
- Статичная архитектура — всё статически выделяется во время компиляции.
- Динамические расширения — динамические объекты поддерживаются как дополнительный слой надстройки статичного ядра.
- Богатый набор примитивов: потоки, виртуальные таймеры, семафоры, мьютексы, условные переменные, очереди сообщений, почтовые ящики, флаги событий.
- Поддержка алгоритма приоритетного наследования мьютексов.
- HAL-компонент поддержки различных абстрактных драйверов устройств: порт, последовательный порт, ADC, CAN, I2C, MAC, MMC, PWM, SPI, UART, USB, USB-CDC.
- Поддержка внешних компонентов uIP, lwIP, FatFs.
- Поддержка различных архитектур.
- Обширный набор тестов с конкретными целевыми показателями.

## Поддерживаемые платформы
- ARM7
- ARM9
- Cortex-M0, -M0+, -M3, -M4, -M7
- PPC e200zX
- STM8
- MSP430
- AVR
- x86
- PIC32[2]